# Inneregg
Inneregg, auch Egg, ist ein Weiler in der Gemeinde St. Veit in Defereggen im Defereggental (Osttirol). Inneregg ist Teil der Fraktion Gritzen.

## Geographie
Inneregg liegt in etwa 1365 Metern Höhe an den Südabhängen des Gritzer Riegels rund 100 Meter über dem Talboden des Defereggentals bzw. der Schwarzach. Unterhalb bzw. südlich von Inneregg liegt die Siedlung Osing, südöstlich der Weiler Groll und nördlich bzw. nordöstlich die Streusiedlungen Untergritzen und
Obergritzen. Erreichbar ist Inneregg über eine Straße, die von der Defereggentalstraße (L 25) zwischen Osing und Mentlerboden nach Nordosten abzweigt und über Inneregg nach Linden und St. Veit Dorf führt. Inneregg besteht aus den drei Hofstellen bzw. Pfarrhöfen Schießl (Gritzen 11), Huter (Gritzen 12) und Egger (Gritzen 13), die alle noch als landwirtschaftliche Betriebe aktiv sind.

## Geschichte
Den Grundstein für die Besiedlung von Inneregg wurde durch die mittelalterliche Schwaige (Urhof) „Schwaige am Egk“ (Grundherrschaft Lasser zu Zollheim) gelegt. Im Bereich dieser Schwaigen entstanden durch Neurodungen zudem die Raut Oberanach und Unterranach (Mühlraut), die der Grundherrschaft des Pfarrwidum St. Veit unterstand.
Innergg wurde von der Statistik teilweise als Teil der Fraktion Gritzen eingerechnet. Jedoch wurde Egg bereits 1891 als Rotte mit drei Häusern und 18 Einwohnern aus. 1923 lebten in Inneregg 20 Menschen in drei Häusern, 1951 waren es 15 Einwohner. 1961 lebten im Weiler 16 Menschen, 1981 22 Einwohner. Nach 1981 wird OInneregg nicht mehr separat angegeben, sondern bei der Fraktion eingerechnet.